# Lachemilla domingensis
Lachemilla domingensis är en rosväxtart som först beskrevs av Ignatz Urban, och fick sitt nu gällande namn av Per Axel Rydberg. Lachemilla domingensis ingår i släktet Lachemilla och familjen rosväxter. Inga underarter finns listade i Catalogue of Life.